# Prapawadee Jaroenrattanatarakoon
Prapawadee Jaroenrattanatarakoon, nata Junpim Kuntatean (in thailandese: ประภาวดี เจริญรัตนธารากูล; 29 maggio 1984), è una sollevatrice thailandese.
Il 10 agosto 2008 si è laureata campionessa olimpica ai giochi di Pechino nella categoria 53 kg sollevando 221 kg.